# Ника (кинопремия, 1999)
12-я церемония вручения наград национальной кинематографической премии «Ника» за заслуги в области российского кинематографа за 1998 год состоялась 30 апреля 1999 года в Центральном Доме кинематографистов.

## Статистика
Фильмы, получившие несколько номинаций
| Фильм                | номинации | победы |
| -------------------- | --------- | ------ |
| • Про уродов и людей | 7         | 2      |
| • Страна глухих      | 6         | 3      |
| • День полнолуния    | 6         | 1      |
| • Тоталитарный роман | 4         | -      |
| • Цветы календулы    | 3         | 2      |
| • На бойком месте    | 2         | 1      |

## Список лауреатов и номинантов

### Основные категории
• Победители выделены отдельным цветом. 
| Категории                           | Лауреаты и номинанты                                                                         | Лауреаты и номинанты                                                                         | Лауреаты и номинанты                                                                         |
| ----------------------------------- | -------------------------------------------------------------------------------------------- | -------------------------------------------------------------------------------------------- | -------------------------------------------------------------------------------------------- |
| Лучший игровой фильм                | • Про уродов и людей (режиссёр: Алексей Балабанов, продюсеры: Сергей Сельянов, Олег Ботогов) | • Про уродов и людей (режиссёр: Алексей Балабанов, продюсеры: Сергей Сельянов, Олег Ботогов) | • Про уродов и людей (режиссёр: Алексей Балабанов, продюсеры: Сергей Сельянов, Олег Ботогов) |
| Лучший игровой фильм                | • День полнолуния (режиссёр: Карен Шахназаров, продюсер: Владимир Досталь)                   |                                                                                              |                                                                                              |
| Лучший игровой фильм                | • Страна глухих (режиссёр: Валерий Тодоровский, продюсер: Сергей Ливнев)                     |                                                                                              |                                                                                              |
| Лучший игровой фильм                | • Тоталитарный роман (режиссёр: Вячеслав Сорокин)                                            |                                                                                              |                                                                                              |
| Лучший неигровой фильм              | • Прокляты и забыты (режиссёры: Сергей Говорухин, Инна Ванеева)                              | • Прокляты и забыты (режиссёры: Сергей Говорухин, Инна Ванеева)                              | • Прокляты и забыты (режиссёры: Сергей Говорухин, Инна Ванеева)                              |
| Лучший неигровой фильм              | • Иван Мозжухин, или Дитя карнавала (режиссёр: Галина Долматовская)                          |                                                                                              |                                                                                              |
| Лучший неигровой фильм              | • Павел и Ляля (Иерусалимский романс) (режиссёр: Виктор Косаковский)                         |                                                                                              |                                                                                              |
| Лучший анимационный фильм           | • Чуча (режиссёр: Гарри Бардин)                                                              | • Чуча (режиссёр: Гарри Бардин)                                                              | • Чуча (режиссёр: Гарри Бардин)                                                              |
| Лучший анимационный фильм           | • Моби Дик (режиссёр: Наталья Орлова)                                                        |                                                                                              |                                                                                              |
| Лучший анимационный фильм           | • Унесённые ветром (режиссёр: Александр Татарский)                                           |                                                                                              |                                                                                              |
| Лучшая режиссёрская работа          | Алексей Балабанов                                                                            | • Алексей Балабанов за фильм «Про уродов и людей»                                            |                                                                                              |
| Лучшая режиссёрская работа          | Алексей Балабанов                                                                            | • Отар Иоселиани за фильм «Разбойники. Глава VII»                                            |                                                                                              |
| Лучшая режиссёрская работа          | Алексей Балабанов                                                                            | • Алексей Сахаров (посмертно) — «На бойком месте»                                            |                                                                                              |
| Лучшая режиссёрская работа          | Алексей Балабанов                                                                            | • Валерий Тодоровский — «Страна глухих»                                                      |                                                                                              |
| Лучшая режиссёрская работа          | Алексей Балабанов                                                                            | • Карен Шахназаров — «День полнолуния»                                                       |                                                                                              |
| Лучшая сценарная работа             |                                                                                              | • Александр Бородянский и Карен Шахназаров — «День полнолуния»                               | • Александр Бородянский и Карен Шахназаров — «День полнолуния»                               |
| Лучшая сценарная работа             | • Пётр Луцик и Алексей Саморядов — «Окраина»                                                 |                                                                                              |                                                                                              |
| Лучшая сценарная работа             | • Марина Мареева — «Тоталитарный роман»                                                      |                                                                                              |                                                                                              |
| Лучшая сценарная работа             | • Сергей Снежкин и Михаил Коновальчук — «Цветы календулы»                                    |                                                                                              |                                                                                              |
| Лучшая мужская роль                 |                                                                                              | • Владимир Ильин — «Хочу в тюрьму» (за роль Семёна Лямкина)                                  | • Владимир Ильин — «Хочу в тюрьму» (за роль Семёна Лямкина)                                  |
| Лучшая мужская роль                 | • Сергей Маковецкий — «Про уродов и людей» (за роль Иогана)                                  |                                                                                              |                                                                                              |
| Лучшая мужская роль                 | • Сергей Никоненко — «Классик» (за роль Горского)                                            |                                                                                              |                                                                                              |
| Лучшая женская роль                 |                                                                                              | • Дина Корзун — «Страна глухих» (за роль Яи)                                                 | • Дина Корзун — «Страна глухих» (за роль Яи)                                                 |
| Лучшая женская роль                 | • Галина Бокашевская — «Тоталитарный роман» (за роль Надежды Тельниковой)                    |                                                                                              |                                                                                              |
| Лучшая женская роль                 | • Ирина Бразговка — «Война окончена. Забудьте...»                                            |                                                                                              |                                                                                              |
| Лучшая роль второго плана           |                                                                                              | • Максим Суханов — «Страна глухих» (за роль «Свиньи»)                                        | • Максим Суханов — «Страна глухих» (за роль «Свиньи»)                                        |
| Лучшая роль второго плана           | • Светлана Крючкова — «Тоталитарный роман» (за роль Полины)                                  |                                                                                              |                                                                                              |
| Лучшая роль второго плана           | • Зинаида Шарко — «Сочинение ко Дню Победы» (за роль Нины)                                   |                                                                                              |                                                                                              |
| Лучшая операторская работа          | • Юрий Клименко — «Му-му»                                                                    | • Юрий Клименко — «Му-му»                                                                    | • Юрий Клименко — «Му-му»                                                                    |
| Лучшая операторская работа          | • Александр Антипенко — «Игра в браслетах»                                                   |                                                                                              |                                                                                              |
| Лучшая операторская работа          | • Сергей Астахов — «Про уродов и людей»                                                      |                                                                                              |                                                                                              |
| Лучшая операторская работа          | • Геннадий Карюк — «День полнолуния»                                                         |                                                                                              |                                                                                              |
| Лучшая музыка к фильму              | • Геннадий Гладков — «На бойком месте»                                                       | • Геннадий Гладков — «На бойком месте»                                                       | • Геннадий Гладков — «На бойком месте»                                                       |
| Лучшая музыка к фильму              | • Алексей Айги — «Страна глухих»                                                             |                                                                                              |                                                                                              |
| Лучшая музыка к фильму              | • Владимир Дашкевич — «Цирк сгорел, и клоуны разбежались»                                    |                                                                                              |                                                                                              |
| Лучшая работа звукорежиссёра        | • Глеб Кравецкий — «Страна глухих»                                                           | • Глеб Кравецкий — «Страна глухих»                                                           | • Глеб Кравецкий — «Страна глухих»                                                           |
| Лучшая работа звукорежиссёра        | • Максим Беловолов — «Про уродов и людей»                                                    |                                                                                              |                                                                                              |
| Лучшая работа звукорежиссёра        | • Игорь Майоров — «День полнолуния»                                                          |                                                                                              |                                                                                              |
| Лучшая работа художника             | • Белла Маневич-Каплан — «Цветы календулы»                                                   | • Белла Маневич-Каплан — «Цветы календулы»                                                   | • Белла Маневич-Каплан — «Цветы календулы»                                                   |
| Лучшая работа художника             | • Вера Зелинская — «Про уродов и людей»                                                      |                                                                                              |                                                                                              |
| Лучшая работа художника             | • Людмила Кусакова — «День полнолуния»                                                       |                                                                                              |                                                                                              |
| Лучшая работа художника по костюмам | • Лариса Конникова — «Цветы календулы»                                                       | • Лариса Конникова — «Цветы календулы»                                                       | • Лариса Конникова — «Цветы календулы»                                                       |
| Лучшая работа художника по костюмам | • Надежда Васильева — «Про уродов и людей»                                                   |                                                                                              |                                                                                              |
| Лучшая работа художника по костюмам | • Светлана Медовая — «Князь Юрий Долгорукий»                                                 |                                                                                              |                                                                                              |

### Специальная награда
| Приз «Честь и достоинство» | • Михаил Андреевич Глузский |